# Thulani Malinga
Thulani Malinga (* 11. Dezember 1955 in Ladysmith, Provinz Natal) ist ein ehemaliger südafrikanischer Profiboxer und zweifacher WBC-Weltmeister im Supermittelgewicht.

## Biographie
Malinga wuchs mit zehn Geschwistern im Gebiet von Ladysmith auf und arbeitete in den Zuckerrohrplantagen der Umgebung, was ihm später den Kampfnamen Sugarboy einbrachte. Seine Eltern hatte er noch im Kindesalter durch Tod verloren. Inspiriert durch seinen Cousin Maxwell Malinga begann er mit dem Boxsport und wurde ein guter Amateur mit 195 Siegen aus 205 Kämpfen (Einige Quellen nennen auch 185-10). Die Südafrikameisterschaften gewann er gleich in drei Gewichtsklassen.
1981 entschied er sich für eine Profikarriere und gewann sein Debüt am 8. August durch t.K.o. in der ersten Runde. Bis 1989 boxte er in Südafrika und schlug dort einige nationale Größen wie Morris Mohloai, Michael Motsoane, Mwehu Beya, Gregory Clark und Harry Cowap. Im Januar 1989 boxte er in Berlin gegen den ungeschlagenen Graciano Rocchigiani um die IBF-Weltmeisterschaft im Supermittelgewicht, unterlag dem Deutschen jedoch einstimmig nach Punkten. Nach einer Reihe weiterer Kämpfe konnte er im Dezember 1990 erneut um die IBF-WM kämpfen, verlor jedoch in Italien erneut nach Punkten gegen den US-Amerikaner Lindell Holmes.
Beim Kampf um die WBO-WM im Februar 1992 in Birmingham verlor er knapp nach Punkten gegen Chris Eubank sowie im Mai nach Punkten gegen Nigel Benn. Nach zwei Aufbausiegen traf er am 14. August 1993 in St. Louis auf Roy Jones, unterlag dem zu dieser Zeit besten Boxer der Welt jedoch durch K. o. in der sechsten Runde.
Nach fünf anschließenden Siegen konnte er im März 1996 gegen Nigel Benn um die WBC-Weltmeisterschaft antreten und besiegte diesmal seinen Kontrahenten nach Punkten. Doch schon im Juli verlor er den Titel durch Punktniederlage an den Italiener Vincenzo Nardiello. Im Dezember 1997 gewann er den Titel gegen Robin Reid zurück, verlor ihn jedoch anschließend im März 1998 an Richie Woodhall.
Nach Niederlagen gegen Mads Larsen und Ole Klemetsen, beendete er seine Boxkarriere im Jahr 2000. Im selben Jahr kam es zu einem Brand in seinem Wohnhaus in Benoni, wobei sein sechsjähriger Enkel ums Leben kam. 2009 starb sein Sohn im Alter von 32 Jahren an den Folgen eines Gehirntumors. Er gab nach seiner aktiven Karriere Boxunterricht in der Sugarboy Boxing Academy und einigen Schulen.
2007 fand er Aufnahme in die South African Sports Hall Of Fame.